# Pan-Pacifische kampioenschappen zwemmen 2010
De Pan-Pacifische kampioenschappen zwemmen 2010 werden gehouden van 18 tot en met 22 augustus 2010 in Irvine (Californië), Verenigde Staten.

## Wedstrijdschema
| Woensdag 18/08 | Donderdag 19/08 | Vrijdag 20/08 | Zaterdag 21/08 |
| --- | --- | --- | --- |
| Series - vanaf 10:00 uur lokale tijd (19:00 MEZT) | | | |
| 50 m vlinder vrouwen 50 m vlinder mannen 200 m vrij vrouwen 200 m vrij mannen 100 m rug vrouwen 100 m rug mannen 200 m vlinder vrouwen 200 m vlinder mannen 800 m vrij vrouwen 1500 m vrij mannen | 100 m vrij vrouwen 100 m vrij mannen 100 m school vrouwen 100 m school mannen 400 m wissel vrouwen 400 m wissel mannen 50 m rug vrouwen 50 m rug mannen                                          | 400 m vrij vrouwen 400 m vrij mannen 100 m vlinder vrouwen 100 m vlinder mannen 200 m rug vrouwen 200 m rug mannen 50 m school vrouwen 50 m school mannen                                          | 200 m wissel vrouwen 200 m wissel mannen 50 m vrij vrouwen 50 m vrij mannen 200 m school vrouwen 200 m school mannen 800 m vrij mannen 1500 m vrij vrouwen                                              |
| Finales - vanaf 18:00 uur lokale tijd (03:00 MEZT) | | | |
| 50 m vlinder vrouwen 50 m vlinder mannen 200 m vrij vrouwen 200 m vrij mannen 100 m rug vrouwen 100 m rug mannen 200 m vlinder vrouwen 200 m vlinder mannen 800 m vrij vrouwen 1500 m vrij mannen | 100 m vrij vrouwen 100 m vrij mannen 100 m school vrouwen 100 m school mannen 400 m wissel vrouwen 400 m wissel mannen 50 m rug vrouwen 50 m rug mannen 4×200 m vrij vrouwen 4×200 m vrij mannen | 400 m vrij vrouwen 400 m vrij mannen 100 m vlinder vrouwen 100 m vlinder mannen 200 m rug vrouwen 200 m rug mannen 50 m school vrouwen 50 m school mannen 4×100 m vrij vrouwen 4×100 m vrij mannen | 800 m vrij mannen 200 m wissel vrouwen 200 m wissel mannen 50 m vrij vrouwen 50 m vrij mannen 200 m school vrouwen 200 m school mannen 1500 m vrij vrouwen 4×100 m wissel vrouwen 4×100 m wissel mannen |

## Deelnemers
De Verenigde Staten, Australië, Canada en Japan zijn de vier landen die de Pan Pacific kampioenschappen in het leven hebben geroepen. Zij nemen dan ook deel aan elke editie. Daarenboven staat de competitie open voor alle landen die niet aangesloten zijn bij de Europese zwemfederatie LEN, eenentwintig landen hebben zich ingeschreven voor het toernooi. Elk team mag maximaal uit 60 zwemmers bestaan: 30 mannen en 30 vrouwen. Van die dertig mogen er 26 deelnemen aan het langebaanzwemmen en 4 aan het openwaterzwemmen.
Elk land mag per individueel onderdeel om het even hoeveel atleten van die 30 inschrijven voor de series. Slechts twee zwemmers per land kunnen zich kwalificeren voor de A-finale. Landen mogen op de estafettenummers een A en een B-ploeg laten deelnemen, maar enkel de ploeg die aangeduid is als de A-ploeg maakt ook kans op medailles.
| Aantal deelnemers per land |         |        |        |
| Land                       | Vrouwen | Mannen | Totaal |
| Australië                  | 29      | 29     | 58     |
| Brazilië                   | 17      | 27     | 44     |
| Canada                     | 29      | 28     | 57     |
| Chili                      | 1       | 0      | 1      |
| China                      | 2       | 2      | 4      |
| Chinees Taipei             | 0       | 1      | 1      |
| Ecuador                    | 0       | 2      | 2      |
| Filipijnen                 | 0       | 2      | 2      |
| Hongkong                   | 3       | 5      | 8      |
| Japan                      | 24      | 25     | 49     |
| Kaaimaneilanden            | 0       | 2      | 2      |
| Nieuw-Zeeland              | 9       | 5      | 14     |
| Papoea-Nieuw-Guinea        | 0       | 1      | 0      |
| Peru                       | 0       | 1      | 1      |
| Singapore                  | 1       | 1      | 2      |
| Trinidad en Tobago         | 0       | 1      | 1      |
| Tunesië                    | 2       | 3      | 5      |
| Verenigde Staten           | 30      | 30     | 60     |
| Zimbabwe                   | 0       | 1      | 1      |
| Zuid-Afrika                | 2       | 10     | 12     |
| Zuid-Korea                 | 2       | 9      | 11     |

## Podia

### Mannen
| Onderdeel            | Goud                                                                      | Goud       | Zilver                                                                   | Zilver     | Brons                                                                     | Brons      |
| -------------------- | ------------------------------------------------------------------------- | ---------- | ------------------------------------------------------------------------ | ---------- | ------------------------------------------------------------------------- | ---------- |
| Vrije slag           |                                                                           |            |                                                                          |            |                                                                           |            |
| 50 m                 | Nathan Adrian Verenigde Staten                                            | 21,55 CR   | César Cielo Filho Brazilië                                               | 21,57      | Brent Hayden Canada                                                       | 21,89      |
| 100 m                | Nathan Adrian Verenigde Staten                                            | 48,15 CR   | Brent Hayden Canada                                                      | 48,19      | César Cielo Filho Brazilië                                                | 48,48      |
| 200 m                | Ryan Lochte Verenigde Staten                                              | 1.45,30    | Park Tae-Hwan Zuid-Korea                                                 | 1.46,27    | Peter Vanderkaay Verenigde Staten                                         | 1.46,65    |
| 400 m                | Park Tae-Hwan Zuid-Korea                                                  | 3.44,73    | Ryan Cochrane Canada                                                     | 3.46,78    | Zhang Lin China                                                           | 3.46,98    |
| 800 m                | Ryan Cochrane Canada                                                      | 7.48,71    | Chad La Tourette Verenigde Staten                                        | 7.51,62    | Takeshi Matsuda Japan                                                     | 7.51,87    |
| 1500 m               | Ryan Cochrane Canada                                                      | 14.49,47   | Chad La Tourette Verenigde Staten                                        | 14.54,48   | Zhang Lin China                                                           | 14.58,90   |
| Rugslag              |                                                                           |            |                                                                          |            |                                                                           |            |
| 50 m                 | Junya Koga Japan                                                          | 24,86      | Ashley Delaney Australië                                                 | 24,98      | Nick Thoman Verenigde Staten                                              | 25,02      |
| 100 m                | Aaron Peirsol Verenigde Staten                                            | 53,31 CR   | Junya Koga Japan                                                         | 53,63      | Ashley Delaney Australië                                                  | 53,67      |
| 200 m                | Ryan Lochte Verenigde Staten                                              | 1.54,12 CR | Tyler Clary Verenigde Staten                                             | 1.54,90    | Ryosuke Irie Japan                                                        | 1.55,21    |
| Schoolslag           |                                                                           |            |                                                                          |            |                                                                           |            |
| 50 m                 | Felipe França Brazilië                                                    | 27,26      | Mark Gangloff Verenigde Staten                                           | 27,52      | Scott Dickens Canada                                                      | 27,63      |
| 100 m                | Kosuke Kitajima Japan                                                     | 59,36      | Christian Sprenger Australië                                             | 1.00,18    | Mark Gangloff Verenigde Staten                                            | 1.00,24    |
| 200 m                | Kosuke Kitajima Japan                                                     | 2.08,36 CR | Brenton Rickard Australië                                                | 2.09,97    | Eric Shanteau Verenigde Staten                                            | 2.10,13    |
| Vlinderslag          |                                                                           |            |                                                                          |            |                                                                           |            |
| 50 m                 | César Cielo Filho Brazilië                                                | 23,03 CR   | Nicholas Santos Brazilië                                                 | 23,33      | Roland Mark Schoeman Zuid-Afrika                                          | 23,39      |
| 100 m                | Michael Phelps Verenigde Staten                                           | 50,86 CR   | Tyler McGill Verenigde Staten                                            | 51,85      | Takuro Fujii Japan                                                        | 52,12      |
| 200 m                | Michael Phelps Verenigde Staten                                           | 1.54,11    | Nick D'Arcy Australië                                                    | 1.54,73    | Takeshi Matsuda Japan                                                     | 1.54,81    |
| Wisselslag           |                                                                           |            |                                                                          |            |                                                                           |            |
| 200 m                | Ryan Lochte Verenigde Staten                                              | 1.54,43 CR | Tyler Clary Verenigde Staten                                             | 1.57,61    | Thiago Pereira Brazilië                                                   | 1.57,83    |
| 400 m                | Ryan Lochte Verenigde Staten                                              | 4.07,59 CR | Tyler Clary Verenigde Staten                                             | 4.09,55    | Thiago Pereira Brazilië                                                   | 4.12,09    |
| Vrije slag estafette |                                                                           |            |                                                                          |            |                                                                           |            |
| 4×100 m              | Verenigde Staten Michael Phelps Ryan Lochte Jason Lezak Nathan Adrian     | 3.11,74 CR | Australië Eamon Sullivan Kyle Richardson Cameron Prosser James Magnussen | 3.14,30    | Zuid-Afrika Lyndon Ferns Gideon Louw Roland Mark Schoeman Graeme Moore    | 3.15,93    |
| 4×200 m              | Verenigde Staten Michael Phelps Peter Vanderkaay Ricky Berens Ryan Lochte | 7.03,84 CR | Japan Takeshi Matsuda Yuki Kobori Yoshihiro Okumura Sho Uchida           | 7.11,01    | Australië Thomas Fraser-Holmes Nicholas Ffrost Kenrick Monk Leith Brodie  | 7.11,05    |
| Wisselslag estafette |                                                                           |            |                                                                          |            |                                                                           |            |
| 4×100 m              | Verenigde Staten Aaron Peirsol Mark Gangloff Michael Phelps Nathan Adrian | 3.32,48    | Japan Junya Koga Kosuke Kitajima Masayuki Kishida Takuro Fujii           | 3.33,90    | Australië Ashley Delaney Christian Sprenger Geoff Huegill Kyle Richardson | 3.35,55    |
| Openwaterzwemmen     |                                                                           |            |                                                                          |            |                                                                           |            |
| 10 km                | Chip Peterson Verenigde Staten                                            | 1:56.00,02 | Fran Crippen Verenigde Staten                                            | 1:56.02,74 | Richard Weinberger Canada                                                 | 1:56.02,98 |

### Vrouwen
| Onderdeel            | Goud                                                                      | Goud       | Zilver                                                             | Zilver     | Brons                                                                              | Brons      |
| -------------------- | ------------------------------------------------------------------------- | ---------- | ------------------------------------------------------------------ | ---------- | ---------------------------------------------------------------------------------- | ---------- |
| Vrije slag           |                                                                           |            |                                                                    |            |                                                                                    |            |
| 50 m                 | Jessica Hardy Verenigde Staten                                            | 24,63 CR   | Amanda Weir Verenigde Staten                                       | 24,70      | Victoria Poon Canada                                                               | 24,76      |
| 100 m                | Natalie Coughlin Verenigde Staten                                         | 53,67 CR   | Emily Seebohm Australië Dana Vollmer Verenigde Staten              | 53,96      |                                                                                    |            |
| 200 m                | Allison Schmitt Verenigde Staten                                          | 1.56,10 CR | Morgan Scroggy Verenigde Staten                                    | 1.57,13    | Blair Evans Australië                                                              | 1.57,27    |
| 400 m                | Chloe Sutton Verenigde Staten                                             | 4.05,19    | Katie Goldman Australië                                            | 4.05,84    | Blair Evans Australië                                                              | 4.06,36    |
| 800 m                | Kate Ziegler Verenigde Staten                                             | 8.21,59    | Chloe Sutton Verenigde Staten                                      | 8.24,51    | Katie Goldman Australië                                                            | 8.26,38    |
| 1500 m               | Melissa Gorman Australië                                                  | 16.01,53   | Kate Ziegler Verenigde Staten                                      | 16.03,26   | Kristel Köbrich Chili                                                              | 16.06,57   |
| Rugslag              |                                                                           |            |                                                                    |            |                                                                                    |            |
| 50 m                 | Sophie Edington Australië                                                 | 27,83      | Aya Terakawa Japan                                                 | 28,04      | Emily Thomas Nieuw-Zeeland Fabíola Molina Brazilië Rachel Bootsma Verenigde Staten | 28,44      |
| 100 m                | Emily Seebohm Australië                                                   | 59,45 CR   | Aya Terakawa Japan                                                 | 59,59      | Natalie Coughlin Verenigde Staten                                                  | 59,70      |
| 200 m                | Elizabeth Beisel Verenigde Staten                                         | 2.07,83    | Elizabeth Pelton Verenigde Staten                                  | 2.08,10    | Belinda Hocking Australië                                                          | 2.08,60    |
| Schoolslag           |                                                                           |            |                                                                    |            |                                                                                    |            |
| 50 m                 | Jessica Hardy Verenigde Staten                                            | 30,03 CR   | Leiston Pickett Australië                                          | 30,75      | Leisel Jones Australië                                                             | 30,78      |
| 100 m                | Rebecca Soni Verenigde Staten                                             | 1.04,93 CR | Leisel Jones Australië                                             | 1.05,66    | Sarah Katsoulis Australië                                                          | 1.07,04    |
| 200 m                | Rebecca Soni Verenigde Staten                                             | 2.20,69 CR | Leisel Jones Australië                                             | 2.23,23    | Annamay Pierse Canada                                                              | 2.23,65    |
| Vlinderslag          |                                                                           |            |                                                                    |            |                                                                                    |            |
| 50 m                 | Marieke Guehrer Australië                                                 | 25,99 CR   | Emily Seebohm Australië                                            | 26,08      | Christine Magnuson Verenigde Staten                                                | 26,33      |
| 100 m                | Dana Vollmer Verenigde Staten                                             | 57,56      | Christine Magnuson Verenigde Staten                                | 57,95      | Alicia Coutts Australië                                                            | 57,99      |
| 200 m                | Jessicah Schipper Australië                                               | 2.06,90    | Teresa Crippen Verenigde Staten                                    | 2.06,93    | Kathleen Hersey Verenigde Staten                                                   | 2.07,27    |
| Wisselslag           |                                                                           |            |                                                                    |            |                                                                                    |            |
| 200 m                | Emily Seebohm Australië                                                   | 2.09,93 CR | Ariana Kukors Verenigde Staten                                     | 2.10,25    | Caitlin Leverenz Verenigde Staten                                                  | 2.11,21    |
| 400 m                | Elizabeth Beisel Verenigde Staten                                         | 4.34,69    | Samantha Hamill Australië                                          | 4.37,84    | Caitlin Leverenz Verenigde Staten                                                  | 4.38,03    |
| Vrije slag estafette |                                                                           |            |                                                                    |            |                                                                                    |            |
| 4×100 m              | Verenigde Staten Natalie Coughlin Jessica Hardy Amanda Weir Dana Vollmer  | 3.35,11 CR | Australië Yolane Kukla Emily Seebohm Alicia Coutts Felicity Galvez | 3.38,06    | Canada Victoria Poon Julia Wilkinson Erica Morningstar Geneviève Saumur            | 3.38,14    |
| 4×200 m              | Verenigde Staten Dana Vollmer Morgan Scroggy Katie Hoff Allison Schmitt   | 7.51,21 CR | Australië Blair Evans Kylie Palmer Katie Goldman Meagen Nay        | 7.52,64    | Canada Geneviève Saumur Julia Wilkinson Barbara Jardin Samantha Cheverton          | 7.54,32    |
| Wisselslag estafette |                                                                           |            |                                                                    |            |                                                                                    |            |
| 4×100 m              | Verenigde Staten Natalie Coughlin Rebecca Soni Dana Vollmer Jessica Hardy | 3.55,23 CR | Australië Emily Seebohm Leisel Jones Alicia Coutts Yolane Kukla    | 3.56,96    | Japan Aya Terakawa Satomi Suzuki Yuka Kato Haruka Ueda                             | 3.57,75    |
| Openwaterzwemmen     |                                                                           |            |                                                                    |            |                                                                                    |            |
| 10 km                | Christine Jennings Verenigde Staten                                       | 2:00.33,83 | Eva Fabian Verenigde Staten                                        | 2:00.35,76 | Melissa Gorman Australië                                                           | 2:00.56,57 |

## Medaillespiegel
| Plaats | Land             | Goud | Zilver | Brons | Totaal |
| 1      | Verenigde Staten | 28   | 18     | 10    | 56     |
| 2      | Australië        | 6    | 15     | 11    | 32     |
| 3      | Japan            | 3    | 5      | 5     | 13     |
| 4      | Canada           | 2    | 2      | 7     | 11     |
| 5      | Brazilië         | 2    | 2      | 4     | 8      |
| 6      | Zuid-Korea       | 1    | 1      | 0     | 2      |
| 7      | China            | 0    | 0      | 2     | 2      |
| 7      | Zuid-Afrika      | 0    | 0      | 2     | 2      |
| 9      | Chili            | 0    | 0      | 1     | 1      |
| 9      | Nieuw-Zeeland    | 0    | 0      | 1     | 1      |
| Totaal | Totaal           | 40   | 41     | 41    | 122    |